# Arnold Leissler der Jüngere
Arnold Leissler (* 3. Juli 1939 in Hannover; † 27. Dezember 2014) war ein deutscher Maler und Grafiker.

## Leben
Nach dem Besuch der Werkkunstschule Hannover und einem Stipendium in der Villa Massimo in Rom studierte er von 1962 bis 1965 an der Akademie der Bildenden Künste Nürnberg Malerei.
Leisslers Bilder und Grafiken mit abstrakten Pflanzenornamenten sind vom Fantastischen Realismus beeinflusst.
Als ordentliches Mitglied des Deutschen Künstlerbundes nahm Arnold Leissler zwischen 1964 und 1982 an mehreren großen Jahresausstellungen des DKB teil. Er war zudem auch Mitglied des Hannoverschen Künstlervereins.
1979 hatte Arnold Leissler Wohnung und Atelier unter der Adresse Kahlendamm 7A in Hannover.
Im März 2016 wurde sein Nachlass beim Kunst- und Auktionshaus Kastern versteigert.

## Trivia
Sein zuletzt in Staw lebender Vater Arnold Leissler Sr. (1911–2021) war der wohl älteste lebende deutsche Mann.

## Auszeichnungen
- Kunstpreis für Malerei der Stadt Wolfsburg
- Rom-Preis Villa Massimo